# Weald
Das englische Wort weald [wiːld] bedeutete im Allgemeinen einen dichten Wald, im Speziellen ist es der Name eines ausgedehnten Waldgebietes, das sich seit Vorzeiten in den Grafschaften Sussex und Kent, England, zwischen den North Downs und den South Downs ausdehnt. Aber auch in anderen Teilen des Landes werden kleinere Wälder so genannt. 
Heutzutage sind die meisten dieser Wälder Englands gefällt, so dass oft freie Kulturlandschaften nun diese Bezeichnung tragen.

## Wortherkunft
Das Wort Weald leitet sich vom  altenglischen weald ab, was Wald bedeutet und seinerseits aus dem indogermanischen  Wort für Wald abstammt. Das Wort Weald ist daher eng verwandt mit dem deutschen Wald,  dem niederländischen woud und dem altnordischen völlr.

## Geologie

Geologische Faltung im Südosten Englands

Der Weald als geologischer Fachbegriff bezeichnet das Gebiet im Süden Englands, das sich von den Kalkfelsen des Höhenzugs der North Downs bis zu den South Downs erstreckt und dessen Ausläufer in die Gebiete von Kent, East Sussex, West Sussex und Surrey reicht.
Der sogenannte Hohe Weald (High Weald), der sich aus höheren Hügeln, Berggraten und Tälern im Zentrum des Wealds bildet, ist eine Antiklinale, das heißt ein geologischer Sattel, der durch Faltung entsteht und durch seine Aufwölbung Gesteinsschichten öffnet.
Dieses Gebiet umfasst ca. 1300 km² (500 square miles) und ist als Area of Outstanding Natural Beauty (Landschaftsschutzgebiet) ausgewiesen. Dies bedeutet, dass diese Landschaft unter besonderem Schutz steht und besondere Planungsvorschriften und Landschaftspflege einzuhalten sind.
Die von dort ausgehende Weald-Artois-Antiklinale ist ein Gebirgskamm aus Kreidegestein, der von Kent nach Artois in Ost-Frankreich verläuft und hierbei die Gegenden von Dover und Calais berührt. Vor 225.000 Jahren war dieses Gebiet noch nicht durch den Ärmelkanal getrennt.
Koordinaten: 51° 0′ 0″ N, 0° 24′ 0″ W